# Arctosa nava
Arctosa nava är en spindelart som beskrevs av Roewer 1955. Arctosa nava ingår i släktet Arctosa och familjen vargspindlar.
Artens utbredningsområde är Iran. Inga underarter finns listade i Catalogue of Life.